# Cratopus
Cratopus är ett släkte av skalbaggar. Cratopus ingår i familjen vivlar.

## Dottertaxa tillCratopus, i alfabetisk ordning[1]
- Cratopus abbotti
- Cratopus adspersus
- Cratopus aeneoniger
- Cratopus africanus
- Cratopus alboscutellatus
- Cratopus amplipennis
- Cratopus anceps
- Cratopus angustatus
- Cratopus antelmei
- Cratopus armatus
- Cratopus arquatus
- Cratopus aurifer
- Cratopus aurostriatus
- Cratopus bouroni
- Cratopus brachialis
- Cratopus brunnescens
- Cratopus brunnipes
- Cratopus caesius
- Cratopus caliginosus
- Cratopus cariei
- Cratopus castanea
- Cratopus chlorostictus
- Cratopus chrysochloris
- Cratopus chrysochlorus
- Cratopus circumcinctus
- Cratopus coesius
- Cratopus concolor
- Cratopus confusus
- Cratopus convexicollis
- Cratopus deficiens
- Cratopus denudatus
- Cratopus desjardinsi
- Cratopus ditissimus
- Cratopus emmerezi
- Cratopus exquisitus
- Cratopus fasciger
- Cratopus flavomaculatus
- Cratopus frappieri
- Cratopus fulvescens
- Cratopus griseovestitus
- Cratopus griseoviridis
- Cratopus hamatipes
- Cratopus herbaceus
- Cratopus humeralis
- Cratopus ictericus
- Cratopus inornatus
- Cratopus lateralis
- Cratopus lepidopterus
- Cratopus leucophaeatus
- Cratopus lotus
- Cratopus macrops
- Cratopus magnificus
- Cratopus marginatus
- Cratopus marmoreus
- Cratopus melanocephalus
- Cratopus molitor
- Cratopus moreli
- Cratopus murinus
- Cratopus muticus
- Cratopus nanus
- Cratopus nicobarensis
- Cratopus nigrogranatus
- Cratopus nubilosus
- Cratopus ovalis
- Cratopus parcesquamosus
- Cratopus parvus
- Cratopus perrieri
- Cratopus perturbatus
- Cratopus pilosus
- Cratopus pisciformis
- Cratopus psittacus
- Cratopus pulverulentus
- Cratopus punctum
- Cratopus rocki
- Cratopus roralis
- Cratopus roseus
- Cratopus sandi
- Cratopus sanguinicollis
- Cratopus scapularis
- Cratopus scutellaris
- Cratopus segregatus
- Cratopus septemvittatus
- Cratopus sinhalensis
- Cratopus sparsutus
- Cratopus squalus
- Cratopus striga
- Cratopus subcinctus
- Cratopus subfasciatus
- Cratopus sumptuosus
- Cratopus tigratus
- Cratopus triangularis
- Cratopus tristis
- Cratopus variegatus
- Cratopus villosulus
- Cratopus virescens
- Cratopus viridilimbatus
- Cratopus viridisparsus
- Cratopus viridulus